# Morbegno
Morbegno (deutsch Morbend, lombardisch Mürbegn) ist eine Gemeinde der italienischen Provinz Sondrio in der Lombardei.
Im März 2019 wurde sie zur Alpenstadt des Jahres 2019 ernannt.

## Lage und Einwohner
Die 12.279 Einwohner (Stand 31. Dezember 2023) zählende Gemeinde liegt rund 25 Kilometer westlich von der Provinzhauptstadt Sondrio entfernt im unteren Veltlin auf einer Höhe von 262 m s.l.m..
Die Nachbargemeinden sind Albaredo per San Marco, Bema, Civo, Cosio Valtellino, Dazio, Talamona und Traona.

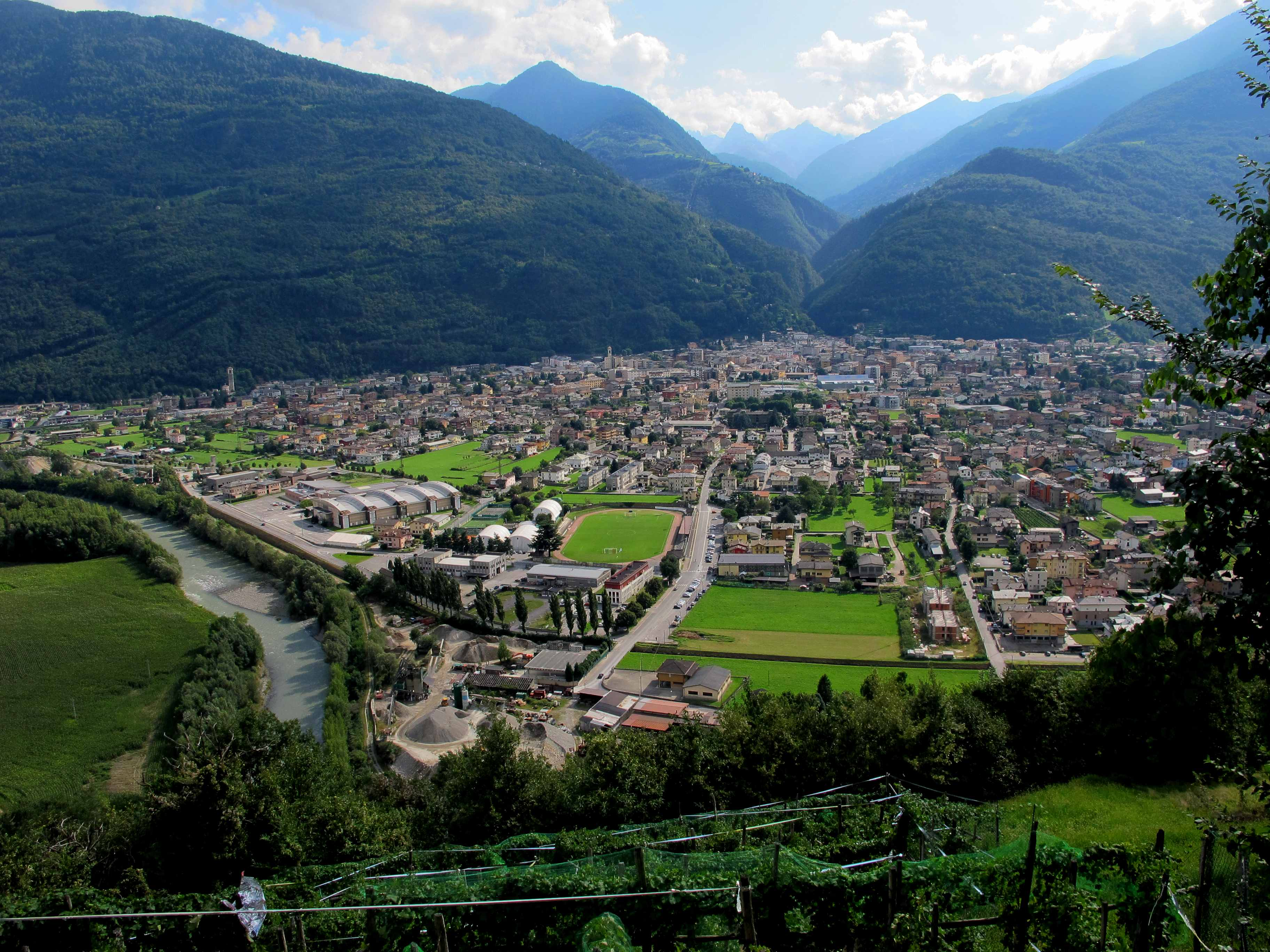
Panorama

## Sehenswürdigkeiten
- Die Stiftskirche San Giovanni Battista ist Pfarrkirche seit 1560. Sie beherbergt ein Reliquiar des Heiligen Dorns (der Krone Christi) und die Überreste der Seligen Andrea Grego da Peschiera. Sie ist das wichtigste Barockgebäude im Veltlin und gehört zu den interessantesten in der Lombardei. Sie enthält wichtige Werke wie: Die Madonna mit Kind und San Filippo Neri von dem Venezianer Maler Giovanni Battista Pittoni, 36 ovale Gemälde, von denen einige der Tessiner Maler Giuseppe Antonio Petrini aus Carona geschaffen hatte, der Tod des heiligen Josef vom Mailänder Maler Andrea Lanzani und viele Werke der Künstler Pietro und Cesare Ligari. Unter den Skulpturen befinden sich die Statuen der Fassade von Stefano Salterio und die schönen betenden Engel, die an den Seiten des Hauptaltars von Elia Vincenzo Buzzi stammen, sowie eine Statue der Madonna von Giovanni Angelo Del Maino.
- Die Kirche San Pietro wurde zwischen 1337 und 1341 erbaut und war bis 1560 Pfarrsitz, bis sie für den protestantischen Ritus umgebaut wurde. Als die Pfarrei nach 1620 zum katholischen Kult zurückkehrte, erfolgte wieder ein Umbau, damit sie für den katholischen Gottesdienst geweiht werden konnte. Bemerkenswert sind die barocken Fresken des Gewölbes von Pietro Bianchi, genannt il Bustino und die Gemälde von Giacomo Parravicini, genannt il Gianolo.
- Die Kirche San Martino enthält interessante Gemälde, darunter das Altarbild von Giacomo Parravicini, das auf dem Hauptaltar steht und den Titelheiligen darstellt; auf der rechten Seite wird eine zarte Madonna mit Kind, die im frühen 16. Jahrhundert mit Fresken bemalt wurde, sehr verehrt.
- Die Wallfahrtskirche Maria Assunta ist eine glückliche Verbindung von Renaissance (außen) und barocker Kunst (innen). Das Äußere – dessen gegenwärtiges Aussehen ist auf die Interventionen zurückzuführen, die um 1503 von Giovanni Antonio Amadeo und seinen Studenten, die den Stil der lombardischen Renaissance anwandten, gemacht wurden – präsentiert sich in seiner ganzen nüchternen Eleganz. Im Inneren enthält sie ein prächtiges hölzernes Retabel aus den Jahren 1516–1519, Werk der Schnitzer Giovan Angelo und Tiburzio Del Maino und der Maler Gaudenzio Ferrari und Fermo Stella, in der Predella sind Darstellungen von Stichen Albrecht Dürers übernommen, ein Gemälde Geburt der Jungfrau Maria von Gaudenzio Ferrari und ein Gemälde aus dem 17. Jahrhundert Kopie von Luca Giordano.
- Der Palast Malacrida, mit dem Fresko Die Entführung von Ganymed des Malers Giovan Pietro Romegialli (1761), im Salon ein Fresko Triumph der Wahrheit durch die Künste und Wissenschaften über Ignoranz von Cesare Ligari, ein mit exquisitem venezianischem Geschmack interpretiertes Thema der Aufklärung; auch das Fresko der Drei Grazien von Ligari ist erwähnenswert.
- Die ursprünglich vom Architekten Giovanni Antonio Amadeo über die Adda (Fluss) errichtete so genannte Gandabrücke wurde 1772 durch Hochwasser zerstört. Die heutige 57 Meter lange Gandabrücke wurde 1778 von Ingenieur Francesco Ferrari erstellt.[2] Sie diente ursprünglich als Straßenbrücke und steht heute noch Fußgängern und Radfahrern zur Verfügung.[3]
- Propsteikirche della Visitazione in der Fraktion Campovico
- Kirche Madonna delle Grazie in der Fraktion Paniga
- Kirche Santa Maria Maddalena in der Fraktion Desco
- Kirche San Giovanni Battista in der Fraktion Arzo
- Kirche San Matteo in der Fraktion Valle

## Persönlichkeiten
- Feliciano Ninguarda (1524–1595), Bischof; als Nuntius für Süddeutschland wirkte er vorwiegend in Bayern, Tirol, Salzburg und in der Steiermark[4]
- Tommaso Nani (1757–1813), Rechtswissenschaftler und Dozent
- Guglielmo Felice Damiani (1875–1904), Dichter
- Pasquale Saraceno (1903–1991), Ökonom
- Ezio Vanoni (1903–1956), Senator und Minister der Republik
- Gisella Passarelli (1913–2010), Journalistin, Schriftstellerin und Dichterin
- Orazio Rancati (* 1940), Fußballspieler und -trainer
- Sergio Lanza (1945–2012), katholischer Theologe
- Roberto Antonelli (* 1953), Fußballspieler
- Joseph Pace (* 1959), Maler und Bildhauer
- Sabrina Paravicini (* 1970), Schauspielerin und Schriftstellerin
- Romina Masolini (* 1976), Snowboarderin
- Francesco Gavazzi (* 1984), Radrennfahrer
- Elena Curtoni (* 1991), Skifahrerin
- Gioele Bertolini (* 1995), Radrennfahrer
- Davide Piganzoli (* 2002), Radrennfahrer

## Bildergalerie

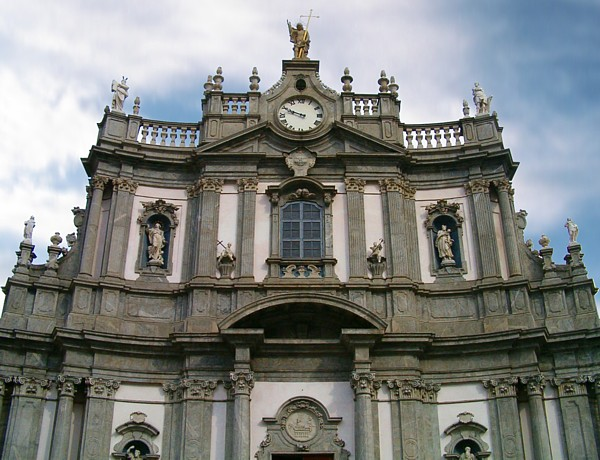
Stiftskirche San Giovanni Battista
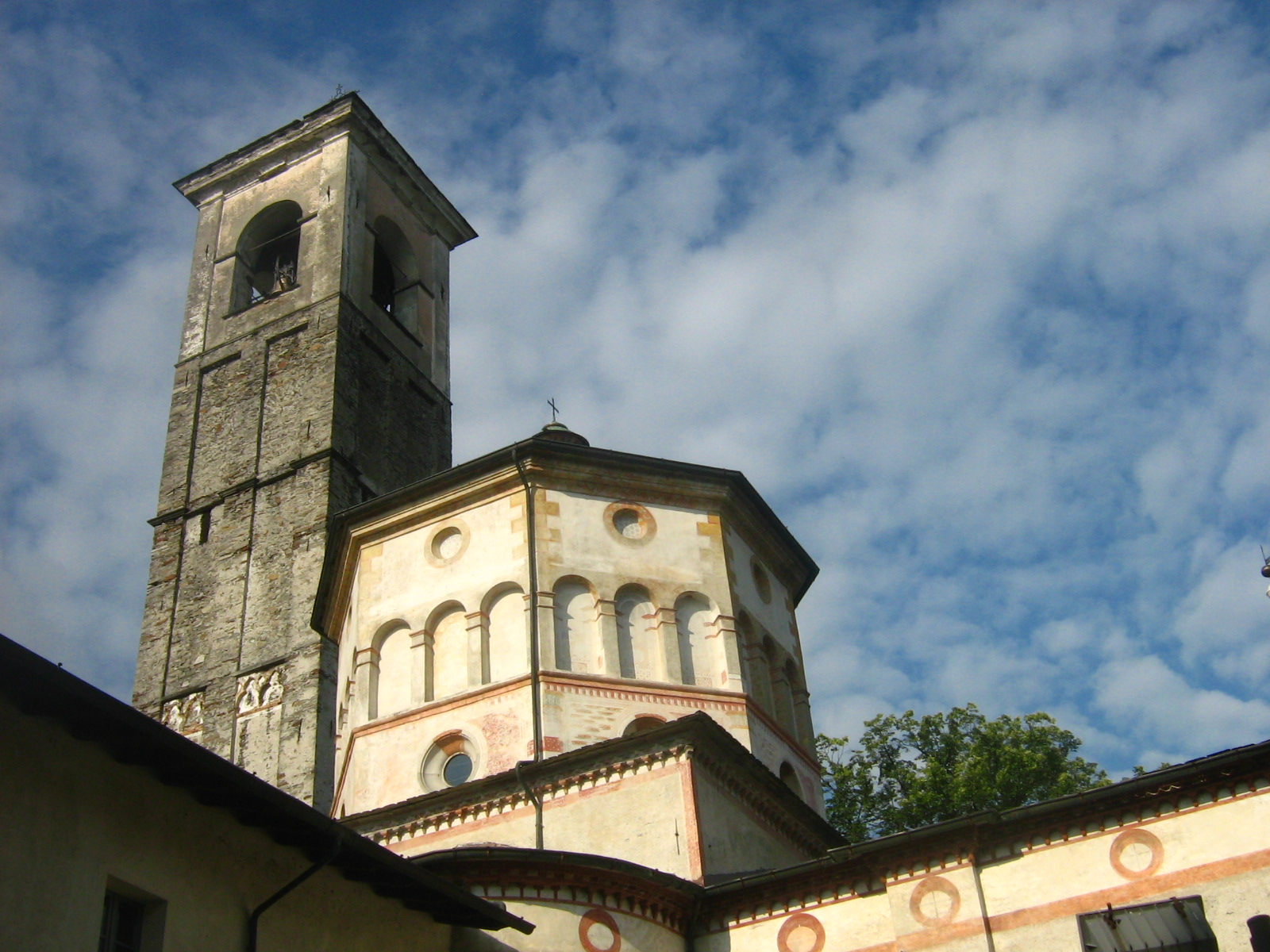
Wallfahrtskirche Maria Assunta
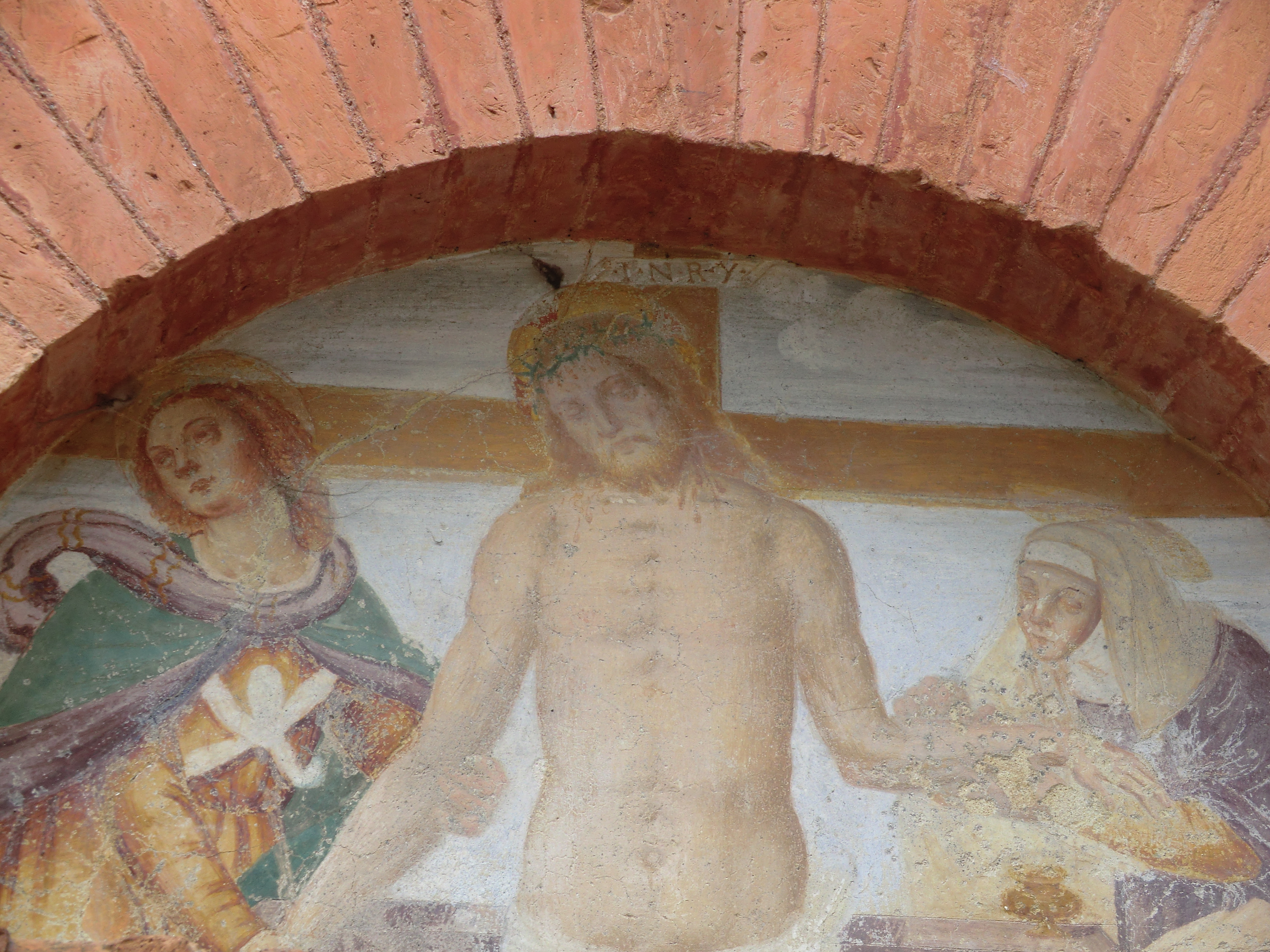
Wallfahrtskirche Maria Assunta, Fresko
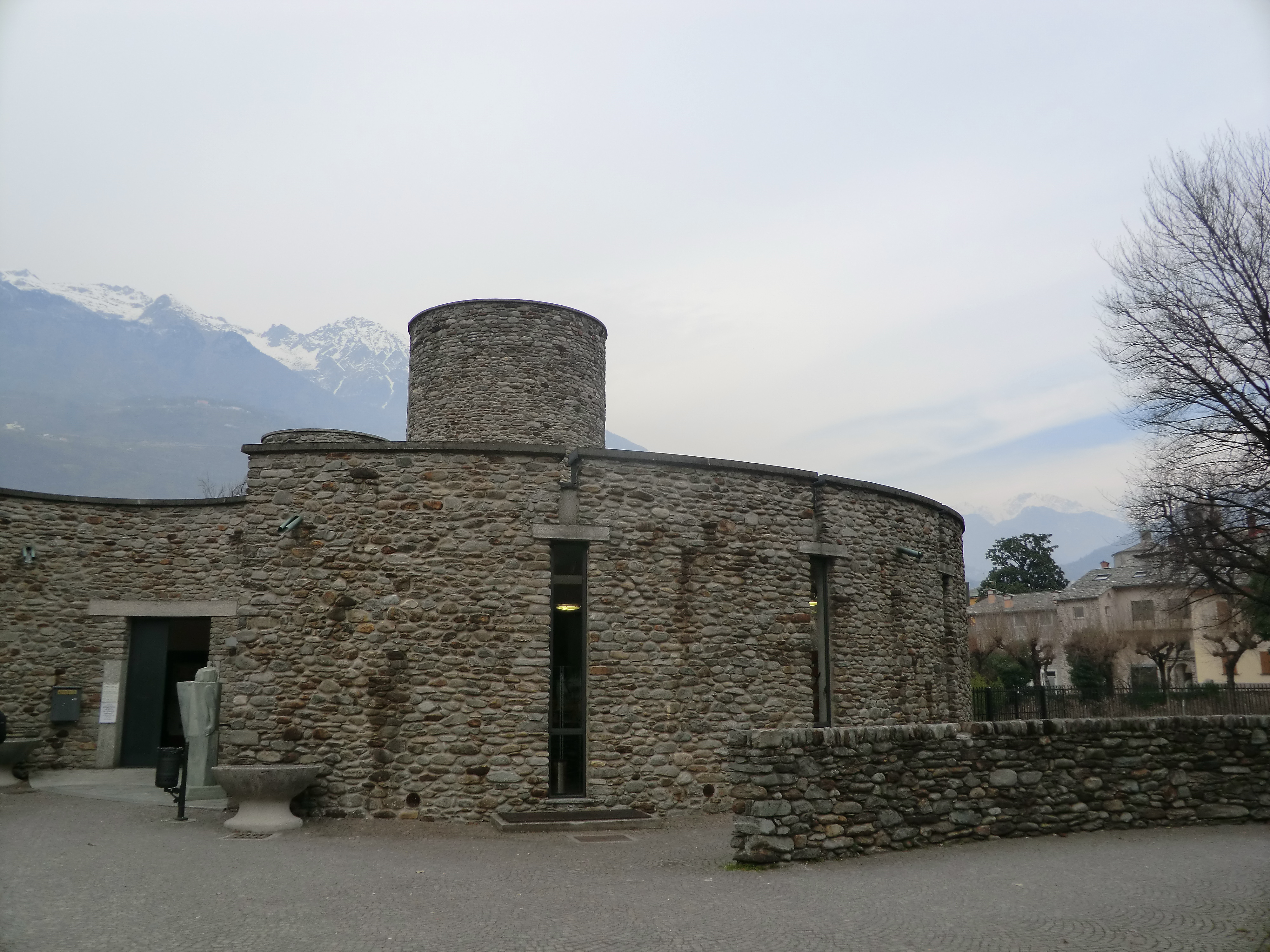
Gemeindebibliothek Ezio Vanoni
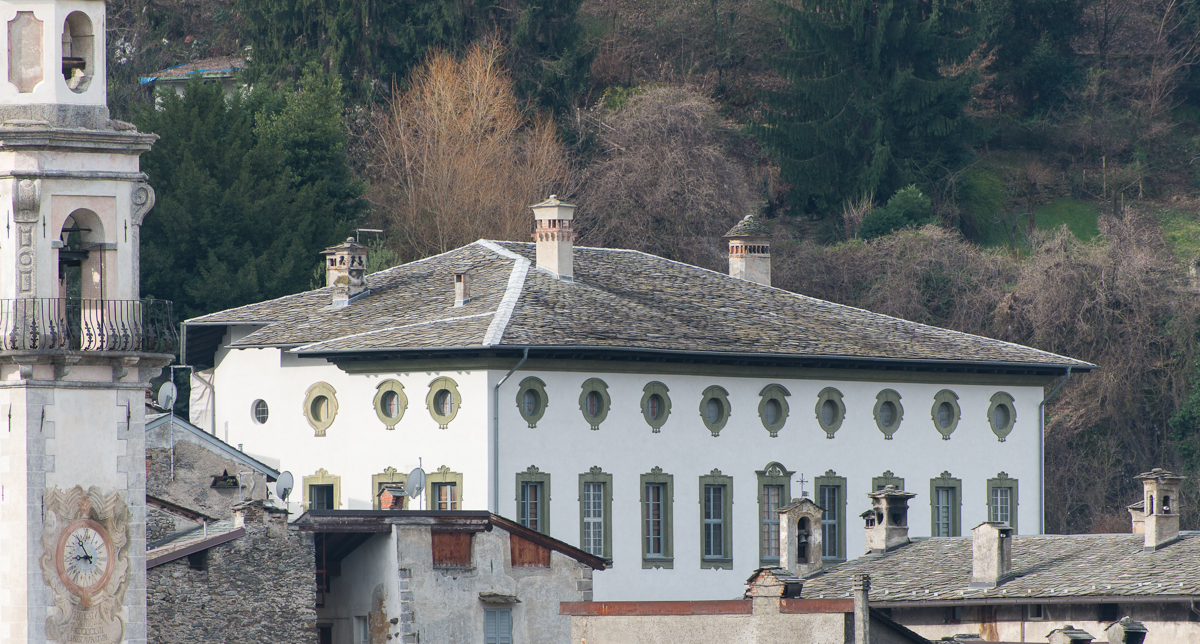
Palast Malacrida
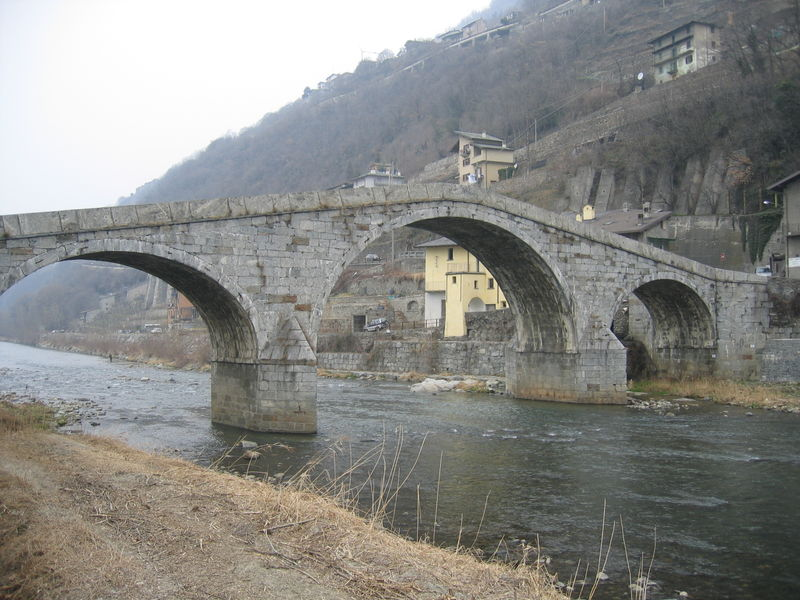
Ganda Brücke
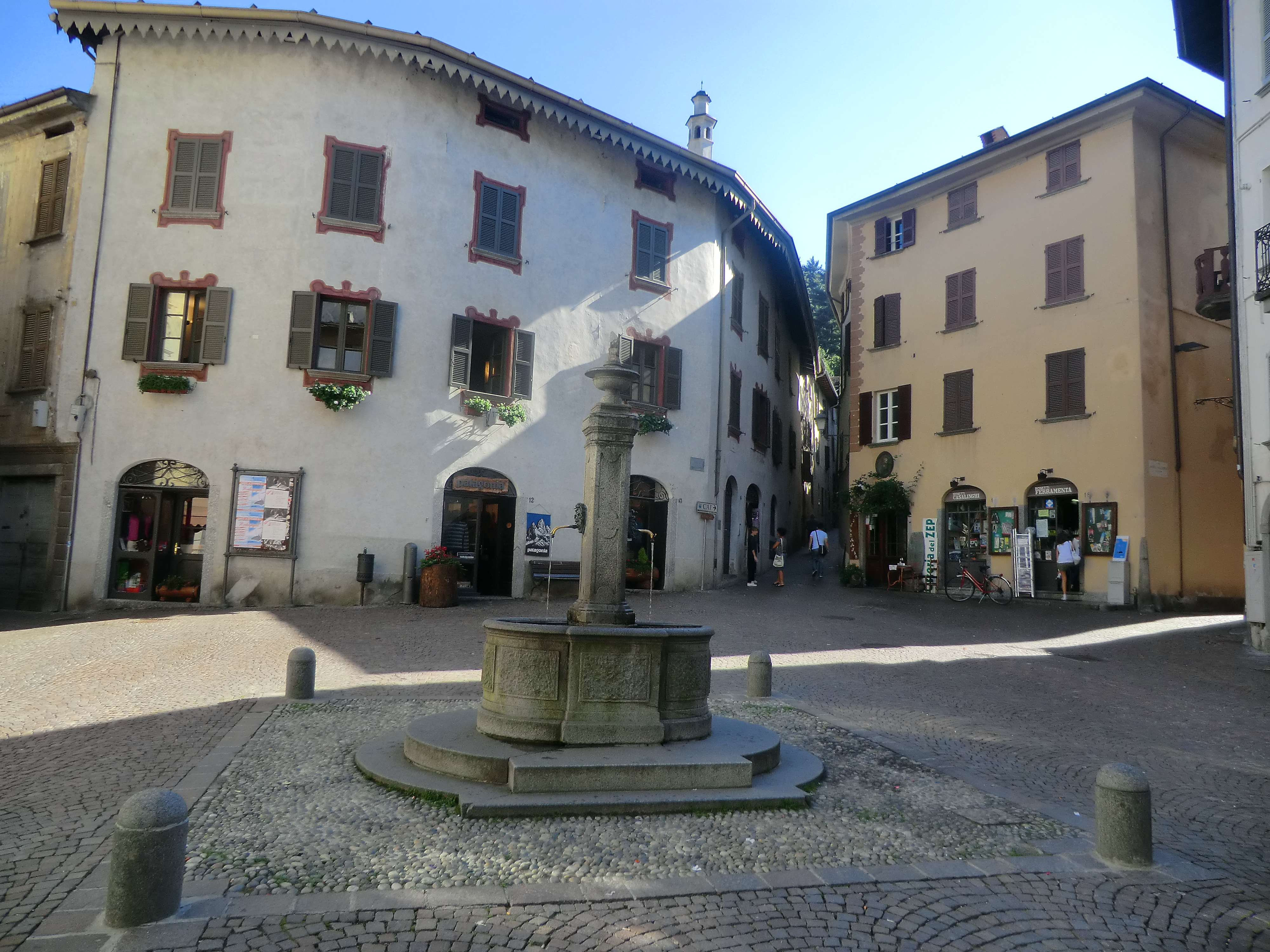
Kleiner Platz
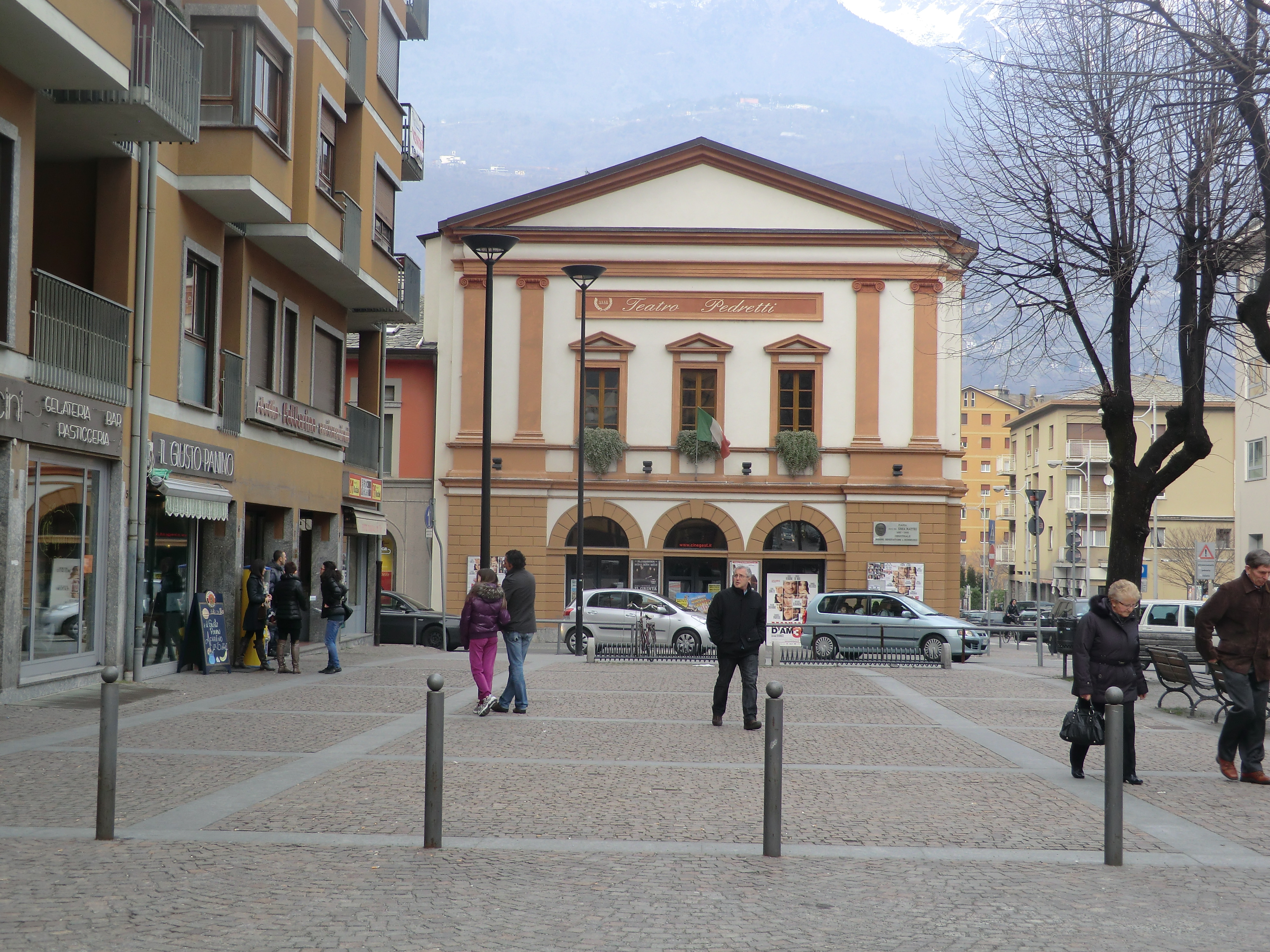
Theater Pedretti